# Comares
Comares è un comune spagnolo di 1 419 abitanti (anno 2004) situato nella comunità autonoma dell'Andalusia.